# Nigel McGuinness
Steven Haworth (Londres, 23 de Janeiro de 1976) é um lutador de luta profissional inglês, que atualmente trabalha para a All Elite Wrestling como comentarista sob o nome de ringue Nigel McGuinness. Ele também passou pela World Wresting Entertainment (WWE), Ring of Honor (ROH) e Total Nonstop Action Wrestling (TNA), companhias dos Estados Unidos e para a Pro Wrestling NOAH no Japão.
Pela ROH, McGuinness acumula o maior reinado da história do ROH Pure Championship, tendo o título nas mãos por mais de 350 dias. Tem o segundo maior reinado na história como ROH World Champion com um total de 545 dias.

## Carreira
- Heartland Wrestling Association
- Ring of Honor (2003-2009)
  - Início e Pure Champion (2003–2006)
  - Feuds com Jimmy Rave e Chris Hero (2006–2007)
  - ROH World Champion (2007–2009)
- Circuito independente (2004-2009)
- Total Nonstop Action Wrestling (2009-Presente)
  - Início e feud com Kurt Angle (2009)
  - Membro da Foutune (2010)
  - London Brawling (2010–presente)

## No wrestling
- Finishing moves

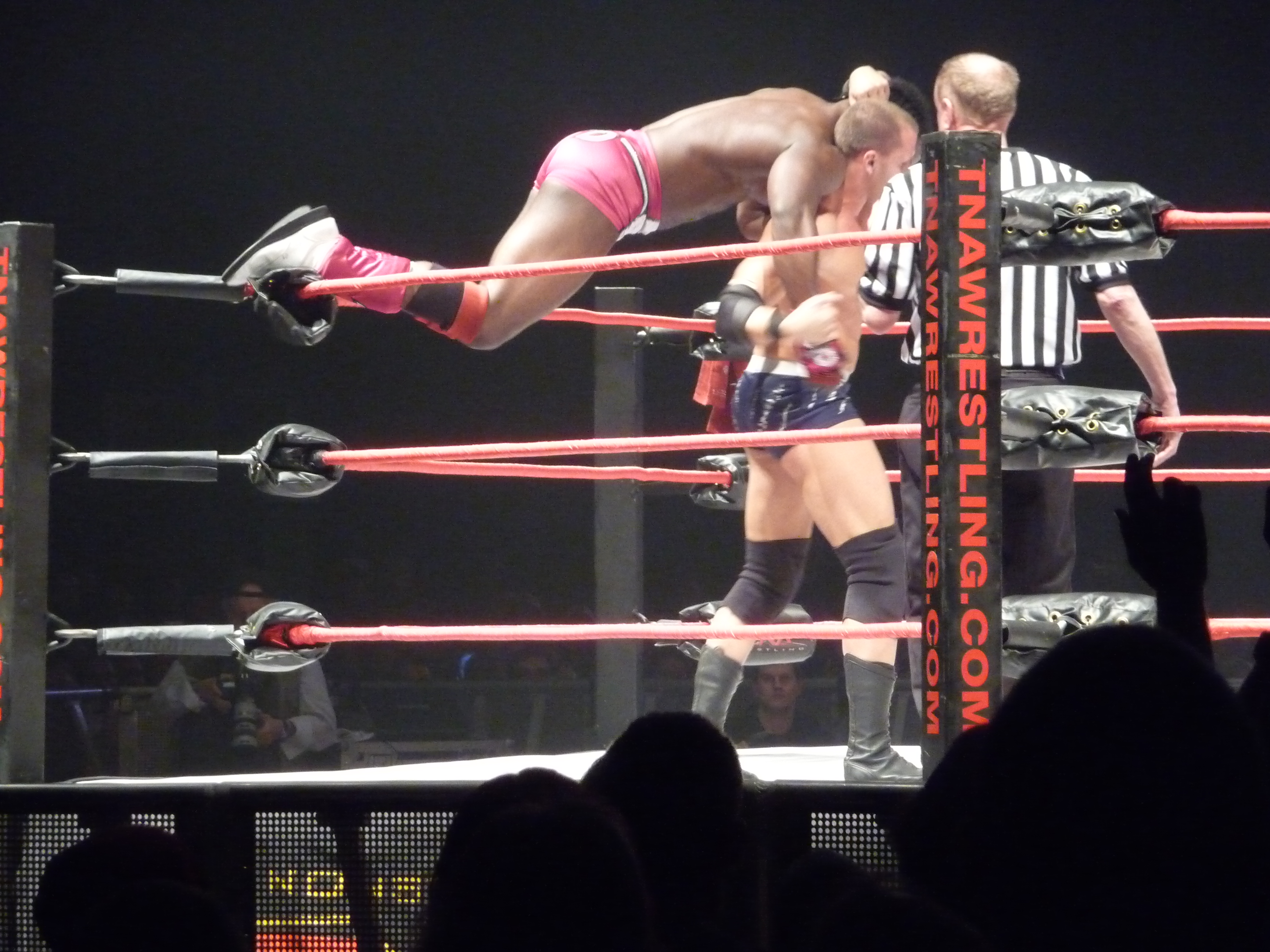
Wolfe aplicando the "Tower of London" em D'Angelo Dinero em 2010.

  - Jawbreaker Lariat / Rebound Lariat (Pendulum short-range lariat)[9]
  - London Dungeon / Thames Barrier (Grounded top wrist-lock, sometimes with a leg grapevine)[1]
  - Tower of London (Rope hung cutter)[1]
- Signature moves
  - Arm drag[1]
  - Arm wringer[10]
  - Artful Dodger (Roll-up)[11]
  - Bridging scissored armbar[12]
  - Cobra clutch, sometimes twisted into a short-range lariat[13]
  - Cross chop to the opponent's throat[14]
  - Diving lariat to an opponent seated on the top rope[9]
  - Flowing snap DDT[15]
  - Front powerslam, sometimes while applying a hammerlock[16]
  - Múltiplas variações de hammerlock
    - Divorce Court (into a single arm DDT)[1]
    - Guvnor's Crumpet (into a kneeling facebuster)[1]
    - into a DDT
    - into a Northern Lights suplex[14]
    - into an STO[14]

  - Headbutt[17]
  - Shoot kick to the back of a cornered opponent followed up with a downward lariat to the neck[18]
  - Standing or a running European uppercut
  - Standing or a running lariat
  - Top rope handstand evasion followed into a double foot mule kick[1]
- Com Magnus
  - Finishing moves
    - Double Decker (Assisted Tower of London
    - Running knee lift (Wolfe) / Swinging sidewalk slam (Magnus) combinação
- Managers
  - Ricky Steamboat
  - Bobby Heenan[1]
  - Dave Prazak[1]
  - Chelsea
  - Ric Flair[1]
- Música de entrada
  - "I Fought the Law" por The Clash (ROH)[19]
  - "Fuckin' in the Bushes" por Oasis (ROH)[19]
  - "Menacing" por Dale Oliver (TNA)[20]

## Campeonatos e prêmios
- Heartland Wrestling Association

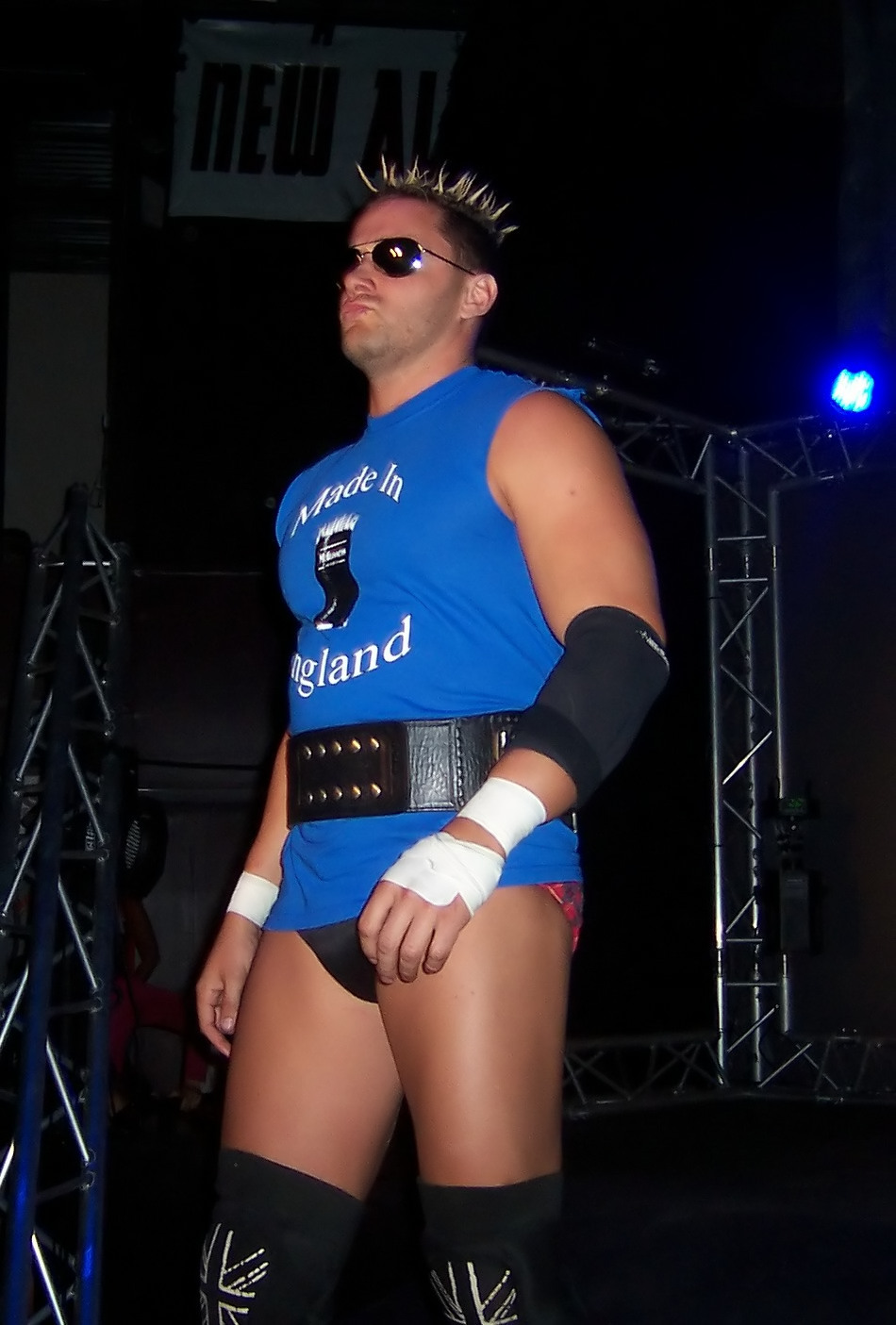
McGuinness ROH Champion

  - HWA Heavyweight Championship (2 vezes)
  - HWA European Championhip (2 vezes)
  - HWA Tag Team Championship (2 vezes) - com Human Time Bomb
- New Breeed Wrestling Association
  - New Breed Heavyweight Championship (1 vez)
- Ring of Honor
  - ROH World Championship (1 vez)
  - ROH Pure Championship (1 vez)
- Pro Wrestling Illustrated
  - PWI o colocou na sexta posição entre os 500 melhores lutadores individuais do PWI 500 em 2009.
- Outros
  - Vencedor da King of Europe Cup (2007)